# Cardinal (telessérie)
Cardinal é uma série de televisão de drama criminal canadense criada por Aubrey Nealon, e estrelada por Billy Campbell e Karine Vanasse. A série adapta os romances do escritor Giles Blunt, com foco no detetive John Cardinal e sua parceira Lise Delorme que investigam crimes na cidade fictícia de Algonquin Bay.
Internacionalmente, a série é transmitida pela BBC Four no Reino Unido, C More na Escandinávia, Calle 13 na Espanha, Hulu nos Estados Unidos, SBS on Demand na Austrália e Alemanha, Canal 11 em Israel, e Fox Crime em Portugal.

## Elenco
- Billy Campbell ...Det. John Cardinal
- Karine Vanasse ...Det. Lise Delorme
- Glen Gould ...Det. Jerry Commanda
- Eric Hicks ...Const. Derek K. Fox
- Kristen Thomson ...Det. Sgt. Noelle Dyson
- Deborah Hay ...Catherine Cardinal
- Alanna Bale ...Kelly Cardinal
- David Richmond-Peck ...Sgt. Malcolm Musgrave
- James Downing ...Det. Ian McLeod
- James Thomas ...Det. Hannam (1 temporada)
- Zach Smadu ... Det. Ash Kular (2 temporada)

## Prêmios e indicações
| Ano  | Prêmio                    | Categoria                                                  | Indicação                                                                         | Resultado |
| ---- | ------------------------- | ---------------------------------------------------------- | --------------------------------------------------------------------------------- | --------- |
| 2017 | Canadian Cinema Editors   | Melhor Edição em Filme de Televisão ou Minissérie          | Daniel Sadler (episódio "Red")                                                    | Indicado  |
| 2017 | Canadian Cinema Editors   | Melhor Edição em Filme de Televisão ou Minissérie          | Teresa De Luca (episódio "Part 1")                                                | Indicado  |
| 2017 | Directors Guild of Canada | Edição de Imagens - Filme de Televisão / Minissérie        | Teresa De Luca                                                                    | Venceu    |
| 2017 | Directors Guild of Canada | Design de Produção - Filme de Televisão / Minissérie       | Rob Gray                                                                          | Venceu    |
| 2017 | Directors Guild of Canada | Edição de Som - Filme de Televisão / Minissérie            | Claire Dobson / Nelson Ferreira / Paul Germann / David McCallum / Jane Tattersall | Venceu    |
| 2018 | Canadian Screen Awards    | Melhor Edição de Imagem, Drama                             | Teresa De Luca                                                                    | Venceu    |
| 2018 | Canadian Screen Awards    | Melhor Fotografia, Drama                                   | Steve Cosens                                                                      | Venceu    |
| 2018 | Canadian Screen Awards    | Melhor Música Original, Ficção                             | Todor Kobakov                                                                     | Venceu    |
| 2018 | Canadian Screen Awards    | Melhor ator principal, programa de drama ou série limitada | Billy Campbell                                                                    | Venceu    |
| 2018 | Canadian Screen Awards    | Melhor atriz coadjuvante em um programa ou série dramática | Allie MacDonald                                                                   | Venceu    |
| 2018 | Leo Awards                | Melhor Roteiro em Série Dramática                          | Sarah Dodd                                                                        | Venceu    |
| 2018 | Leo Awards                | Melhor Série Dramática                                     | Cardinal                                                                          | Venceu    |
| 2018 | Writers Guild of Canada   | Melhor Série Dramática                                     | Cardinal                                                                          | Venceu    |
| 2018 | International Emmy Awards | Melhor Série Dramática                                     | Cardinal                                                                          | Indicado  |